# جنگجوی سایه‌ها ۲
جنگجوی سایه‌ها ۲ (به انگلیسی: Shadow Warrior 2) یک بازی ویدئویی به سبک تیراندازی اول شخص است که توسط فلائینگ وایلد هاگ توسعه یافته و به‌وسیلهٔ دیوولور دیجیتال منتشر شده‌است. این بازی دنباله‌ای بر جنگجوی سایه‌ها در سال ۲۰۱۳ است، که نسخهٔ اصلی آن در سال ۱۹۹۷ راه‌اندازی مجدد شد. این بازی برای مایکروسافت ویندوز در اکتبر ۲۰۱۶، برای پلی‌استیشن ۴ و اکس‌باکس وان در مه ۲۰۱۷، و اکس‌باکس گیم‌پس در دسامبر ۲۰۱۸ و دنباله آن، جنگجوی سایه‌ها ۳، در ۶ ژوئیه ۲۰۲۰ منتشر شد.

## گیم پلی
جنگجوی سایه ۲ را می‌توان در حالت تک‌نفره یا در حالت جدید ۴ نفره بازی کرد. در حالت گروهی، هر بازیکن روایت را به عنوان لا وَنگ تجربه می‌کند، اما بازیکنان دیگر را به عنوان نینجاهای ناشناس مختلف می‌بیند.
محیط‌های سطح بازتر و غیر خطی تر از عنوان قبلی هستند. توانایی‌های جدید پیمایش، مانند تراورس از کوه و پرش مضاعف برای امکان کاوش بیشتر نیز به بازی اضافه شده‌اند. ساختار مأموریت در جنگجوی سایه ۲ نسبت به نسخه قبلی خود محدودیت کمتری دارد و بازیکنان اکنون می‌توانند ماموریت‌های قبلی را برای درگیر شدن مجدد با دشمنان گذشته به منظور ارتقاء مهارت‌های وَنگ بازبینی کنند. این بازی دارای یک منطقه هاب است که در آن بازیکن می‌تواند کوئست‌ها را بدست آورد و قبل از شروع یک مأموریت، توانایی‌های خود را ارتقا دهد. هر مأموریت، به جز رویدادهای داستانی خاص، دارای یک طراحی سطحی و محتوای تصادفی است که شامل طرح‌بندی نقشه‌های تصادفی، موقعیت‌های دشمن، زمین، ساختمان‌ها و شرایط آب و هوایی است. این بازی از یک سیستم آسیب رویه ای استفاده می‌کند که به بازیکنان اجازه می‌دهد تا اندام‌ها و اعضای بدن دشمن را بریده و منفجر کنند.

## بازتاب‌ها
| گردآورنده | امتیاز                                              |
| --------- | --------------------------------------------------- |
| متاکریتیک | (پی‌سی) ۷۸/۱۰۰ (پی اس ۴) ۷۲/۱۰۰ (اکس‌باکس وان) ۷۸/۱۰۰ |

| ناشر                     | امتیاز  |
| ------------------------ | ------- |
| دستراکتید                | ۷/۱۰    |
| گیم اینفورمر             | ۶٫۷۵/۱۰ |
| گیم رولیشن               | [ ۱۰ ]  |
| گیم‌اسپات                 | ۸/۱۰    |
| آی‌جی‌ان                   | ۸٫۶/۱۰  |
| پی‌سی گیمر (ایالات متحده) | ۷۸/۱۰۰  |
| پولیگان                  | ۵/۱۰    |